# Кахлик Чоба Рудольфович
Чоба Рудольфович Кахлик (угор. Csoba Kahlik, чеськ. Čoba Kachlyk; 29 червня 1941, Берегсас, Угорське королівство — 31 січня 2024) — радянський футболіст чеського походження, виступав на позиції воротаря. Більшу частину кар'єри провів у «Буковині» (Чернівці), де є одним із рекордсменів за кількістю зіграних матчів серед голкіперів.

## Життєпис
Народився в містечку Берегове на Закарпатті, де й розпочинав кар'єру футболіста виступаючи за команду «Червона Зірка». У 1959 році був запрошений в команду майстрів «Колгоспник» (Полтава), де й дебютував у класі «Б» союзного чемпіонату (Перша ліга СРСР). Після того як відіграв один сезон за «полтавців», продовжив кар'єру в «Нафтовику» (Дрогобич), який теж виступав у тому ж класі, тільки в іншій зоні. За три сезони провів близько 70 матчів.
Протягом 1962—1964 років виступав за команди класу «А» (вища ліга): «Авангард» (Харків) та «Чорноморець» (Одеса), де загалом провів 14 матчів (11 — у чемпіонаті і 3 — у кубку); в Харкові також виступав і за дублюючий склад (18 матчів).
У 1965 році перебрався в місто Чернівці, де розпочав виступати за місцевий клуб «Буковина», за який відіграв 8 сезонів і провів 270 матчів, що дозволило йому стати одним з рекордсменів чернівецької команди за кількістю проведених матчів (на позиції воротаря за цим показником 2-й в історії клубу). Також у сезоні 1967 року записав до свого активу 2 матчі за вінницький «Локомотив».
Помер 31 січня 2024 року.

## Досягнення
- Чемпіонат УРСР
  -  Срібний призер (1): 1968